# Các quốc gia tài trợ cho khủng bố

Bản đồ thế giới trong đó liệt kê các quốc gia "tài trợ cho khủng bố" (tô đỏ); các quốc gia tô màu xanh là những quốc gia đã được đưa ra khỏi danh sách.

"Các quốc gia tài trợ cho khủng bố" là cụm từ do Bộ Ngoại giao Hoa Kỳ đưa ra để áp dụng các quốc gia mà ngoại trưởng Mỹ gọi là "từng nhiều lần hỗ trợ các hoạt động của chủ nghĩa khủng bố quốc tế."  Bao gồm cả các quốc gia trong danh sách chịu sự cấm vận của Mỹ.
Danh sách bắt đầu được đưa ra từ ngày 29/12/1979 trong đó có Libya, Iraq, Nam Yemen, và Syria. Cuba được đưa vào danh sách ngày 1/3/1982 và Iran được đưa vào ngày 19/1/1984. Bắc Triều Tiên được đưa vào danh sách năm 1988, Sudan được đưa vào ngày 12/8/1993. Nam Yemen được đưa ra khỏi danh sách ngày 1/3/1990, Iraq được đưa ra khỏi danh sách năm 2004, Libya năm 2006 và Bắc Triều Tiên năm 2008, Cuba năm 2015. Sudan được đưa ra khỏi danh sách vào năm 2020.
Trong khoảng các năm 2017-2021, Mỹ tiếp tục đưa Triều Tiên và Cuba vào danh sách tài trợ khủng bố